# Lega dei Laconi liberi

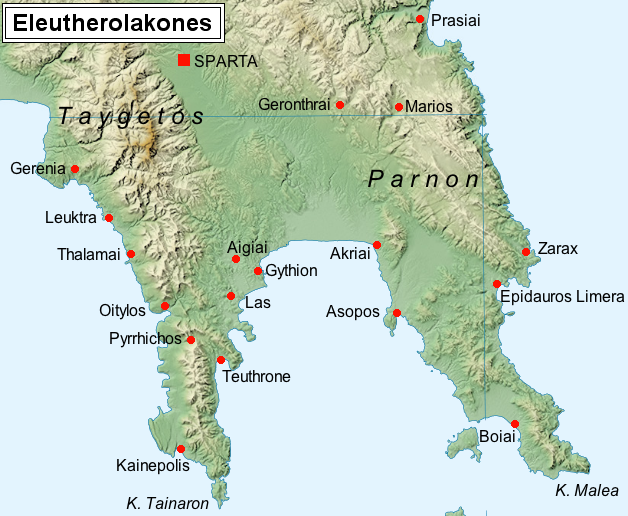
Gli Eleutherolaconi secondo Pausania.

Il Koinon o "Lega" (greco antico: κοινόν) dei Laconi liberi fu un'associazione di città del Peloponneso.

## Storia
I Laconi liberi o Eleuthero Lakones (Ἐλευθερολάκωνες) sono menzionata per la prima volta nel 195 a.C., dopo la sconfitta degli Spartani contro i Romani. Il generale romano Tito Quinzio Flaminino pose diverse città costiere della penisola di Mani sotto la protezione della Lega achea separandole dall'egemonia spartana. La più importante città era Gytheio. Pochi anni dopo, nel 192 a.C., fu riconquistata da Nabide, ma la Lega achea attaccò immediatamente la città. La città di Las fu attaccata e catturata dagli Spartani. Gli achei si vendicarono attaccando Las e Sparta.
Dopo la conquista romana della Grecia nel 146 a.C., probabilmente la costa orientale della Laconia costituì un'entità separata da Sparta. Nel 21 a.C. l'imperatore Augusto proclamò la lega alleata di Roma.

## Costituzione
L'ufficiale più alto dell'Unione ero lo stratega, assistito dal tesoriere. Al suo apice la koinon contava 24 città; tuttavia, il numero è sceso a 18 Il koinon ha continuato ad esistere nella seconda metà del III secolo, come dimostrano le monete e le iscrizioni dei suoi Stati membri fino 297 d.C., quando l'imperatore Diocleziano riformò dell'amministrazione provinciale.

## Città che fanno parte
Secondo Pausania, i membri del koinon erano:
| - Gythium - Teuthrone - Las - Pyrrichos - Kenipolis |  | - Oitylo - Leuctra - Thalamae - Alagoma - Gerenia |  | - Asopus - Acriae - Boeae - Zarax |  | - Epidaurus Limera - Brasiae - Geronthrae - Marius |